# Hyazinthkirche (Gliwice)

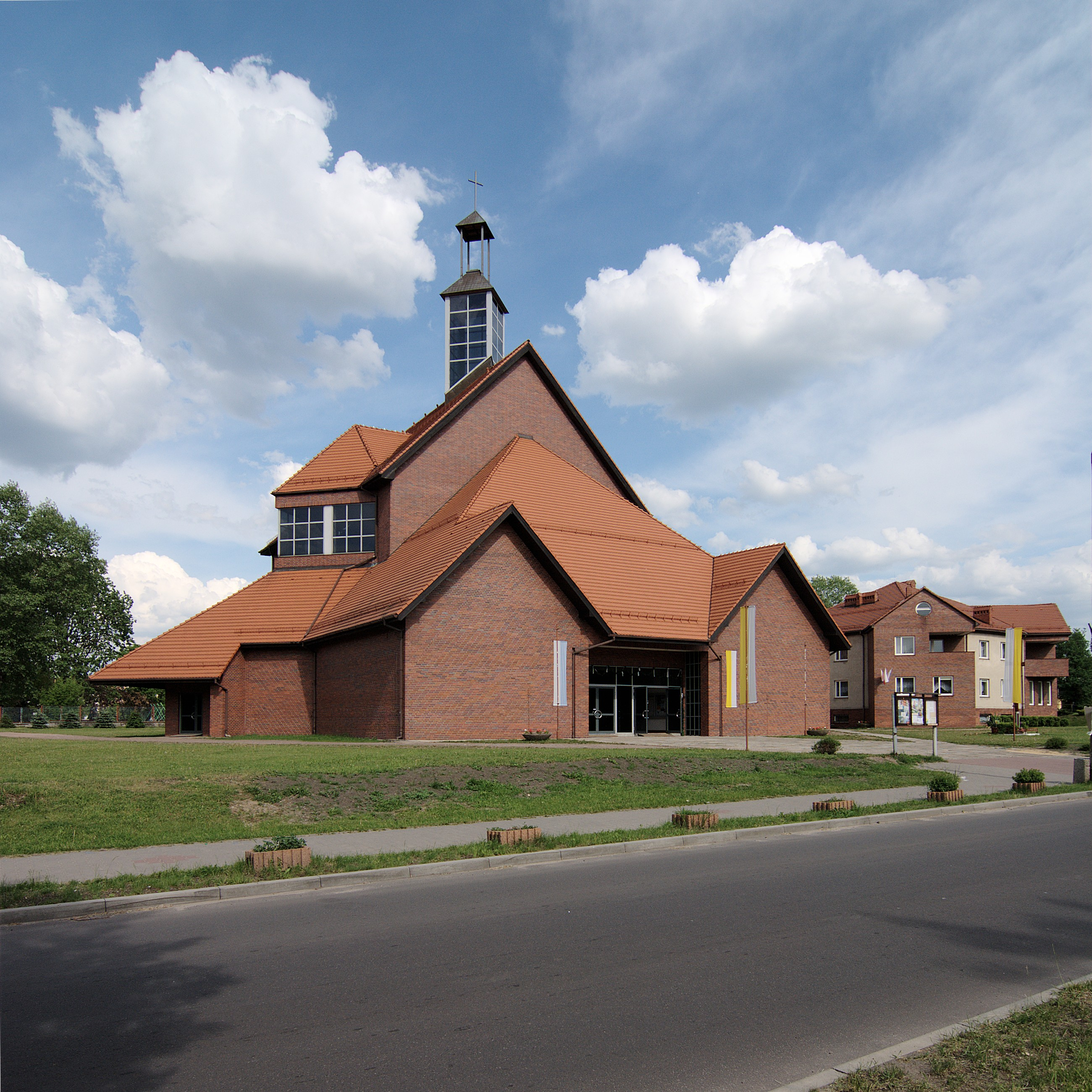
Hyazinthkirche Gliwice

Die Hyazinthkirche (polnisch Kościół św. Jacka) ist eine moderne Kirche im Stadtteil Sośnica (Sossnitza) in Gliwice (Gleiwitz). Die nach dem heiligen Hyazinth von Polen benannte Kirche ist ein Backsteinbau, an den das Pfarrhaus und eine Konzertmuschel angrenzen. Der Kirchengemeinde gehören etwa 10.000 Gläubige an.
Erste Bemühungen um den Bau einer neuen Kirche gab es bereits in den 1960er Jahren. Die damalige Führung erschwerte jedoch die Realisierung. Der Bau der Kirche begann im Oktober 1998, und im Dezember desselben Jahres wurde der Baugrund geweiht. 2002 wurde der Grundstein in die Kirchenwand eingelassen. 2003 wurde der Kirchenbau fertiggestellt.